# Путін Роман Ігорович
Роман Ігорович Путін (нар. 10 листопада 1977 року, Рязань, Рязанська область, РРФСР, СРСР) — російський підприємець і громадський діяч. З 2011 року — голова ради директорів ТОВ «Група компаній МРТ», співвласник компанії «МПП-АВІА», що виробляє на території Росії легкі літальні апарати — ґіроплани.
2012-2013 роки — радник з соціально-економічних питань губернатора Новосибірської області.
З 2012 року — радник з інвестицій губернатора Ямало-Ненецького автономного округу.
З 2013 року — голова опікунської ради Федерації Тхеквондо Росії (ІТФ), голова опікунської ради Центру військово-патріотичного виховання молоді «Каскад» при МВС РФ.
Двоюрідний племінник Володимира Путіна.

## Біографія
Роман Путін народився в Рязані в сім'ї військовослужбовця і лікаря. Син колишнього віце-президента і члена правління закритого «Майстер-банку» Ігоря Олександровича Путіна, онук Олександра Спиридоновича Путіна, рязанського дядька Президента РФ Володимира Путіна, у якого було троє дітей: Ольга, Людмила і син Ігор.
У 1996 році Роман Путін став курсантом Військової академії тилу і транспорту (Вольська філія).
У 2000 році отримав звання кандидата у майстри спорту (КМС) з військового багатоборства. За відмінне несення служби в ході бойових чергувань нагороджений Почесним знаком «За мужність і героїзм».
У 2001 році закінчив Академію з червоним дипломом, який вручав майбутній заступник Міністра оборони РФ генерал армії Дмитро Булгаков.
З 2001 по 2003 роки – офіцер Федеральної служби безпеки (ФСБ), займався боротьбою з корупцією і економічними злочинами в органах влади, а також боротьбою з контрабандою та незаконним обігом наркотиків.
З 2003 по 2007 рік – начальник сектору, заступник начальника Управління контрольно-ревізійної роботи в Управлінні економічного аналізу та фінансового контролю Рязанської міської Ради. Основний напрямок діяльності: організація та проведення перевірок законності витрачання коштів, виділених муніципальним підприємствам і установам з міського бюджету. Результатом цієї роботи стало повернення до бюджету міста понад 500 млн. рублів незаконно витрачених коштів.
З 2007 по 2008 рік – начальник мережі офісів ВАТ Мобільні Телесистеми (рязанська філія). Відповідав за проведення ребрендингу компанії МТС на території Рязанської області, курирував відкриття офісів компанії в обласних центрах.
З 2008 по 2011 рік – на посаді Радника з безпеки мера міста Рязані відповідав за взаємодію між адміністрацією міста з правоохоронними та силовими структурами Рязанської області. Ініціював впровадження на території міста комплексної електронної системи безпеки «Безпечне місто», спрямованої на зміцнення громадської безпеки, протидію організованій злочинності, попередження та припинення злочинів економічної спрямованості.
З 2011 року — голова ради директорів «Групи компаній МРТ», що складається з понад 10 виробничих і виробничо-торговельних організацій. Діяльність компанії охоплює такі сфери, як ремонт, відновлення, фарбування і термоізоляція рухомого пасажирського та вантажного залізничного складу для ВАТ «РЖД», ремонт і відновлення електричного і кліматичного обладнання ж/д вагонів, виробництво листів, профільних труб та інших готових виробів з поліпропілену, виробництво і продаж ґіропланів і легкомоторних літаків, проектування, виробництво і продаж прогулянкових суден, мобільних лазень, саун, причалів, човнів, у тому числі маломірних суден для здійснення річкових пасажирських і вантажних перевезень, ремонт та реставрація металоконструкцій, мостів, будівель і споруд різного призначення.
Керівником Групи МРТ Роман Путін активно просуває проект «Річкове таксі» по організації регулярних річкових перевезень пасажирів по Москві і області на базі державно-приватного партнерства з Урядом столиці. Інвестиційним партнером програми виступає ВЕБ.
З 2012 року — співвласник компанії «МПП-АВІА», що виробляє на території Росії легкі літальні апарати — ґіроплани.

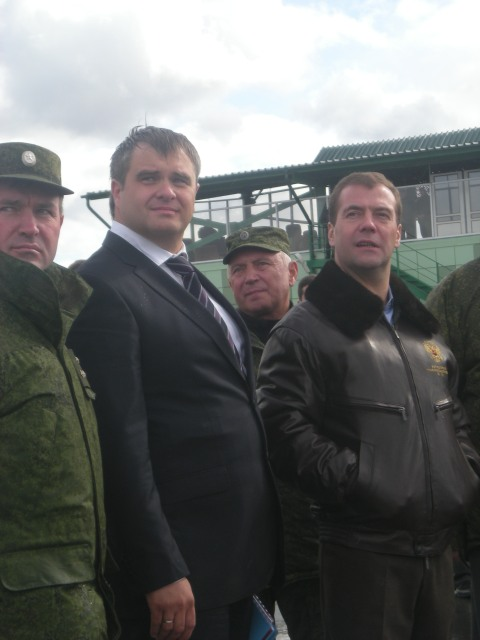
Стратегічні навчання «Центр-2011» на Чебаркульському полігоні

Вироблені «МРТ-АВІА» ґіроплани показали свою ефективність не лише на міжнародних авіавиставці, але і на навчаннях МНС і Міноборони. У вересні 2011 року в ході стратегічних навчань «Центр-2011» на Чебаркульському полігоні Роман Путін провів презентацію останньої моделі ґіроплану Президенту РФ Дмитру Медведєву.
З 2012 по 2013 роки — радник з соціально-економічних питань губернатора Новосибірської області Василя Юрченка. З 2012 року — радник з інвестицій губернатора Ямало-Ненецького автономного округу Дмитра Кобилкіна. 
В кінці 2013 року губернатор Новосибірської області Василь Юрченко Р. звільнив Путіна з поста свого радника, оскільки той, на думку губернатора, не зміг реалізувати проект, під який був призначений. Р. Путін спростував свій зв'язок з даними бізнес-проектом. Він визнав заяву Юрченко бажанням «відігратися» на сім'ї Путіних — раніше в ході засідання Держради 23 грудня 2013 Володимир Путін не підтримав пропозиції губернатора оподатковувати спеціальним податком доходи громадян, отримані від перепродажу «інвестиційних квартир», вказавши, що у такого рішення можуть бути як позитивні, так і негативні наслідки, а через три місяці президент відставив Юрченко від посади губернатора у зв'язку з втратою довіри. Р. Путін назвав звільнення новосибірського губернатора «закономірним фіналом відомої історії».
У березні 2014 року Роман Путін оголосив про створення консалтингової компанії Putin Consulting Ltd для підтримки російського бізнесу і залучення іноземних інвесторів.
У 2014 році Р. Путін відкрив «гарячу лінію» для бізнесменів під назвою «Путінський контроль». «Гаряча лінія» позиціонується як новий інструмент громадянського нагляду за тендерними махінаціями чиновників; як пояснював сам Р. Путін, по цьому каналу можна скаржитися на несправедливість при розподілі або реалізації держконтрактів. При цьому Р.Путін недвозначно давав зрозуміти, що про найбільш кричущі випадки у нього є можливість доповісти безпосередньо «першій особі» держави. За даними «Ведомостей», з президентом Путіним Роман спілкується не безпосередньо, а через свого батька — І. О. Путіна, який на правах двоюрідного брата дійсно вхожий до глави держави.

## Громадська діяльність
З 2013 року — голова опікунської ради Федерації Тхеквондо Росії (ІТФ), голова опікунської ради Центру військово-патріотичного виховання молоді «Каскад» при МВС Росії. АНО «Каскад» реалізує спільно з Департаментом державної служби і кадрів, Головним управлінням по забезпеченню охорони громадського порядку та Головним управлінням кримінального розшуку МВС Росії заходи щодо підвищення іміджу органів МВС у суспільстві, патріотичного морального виховання підлітків, які опинилися у важкій життєвій ситуації, допомоги сім'ям працівників МВС, які загинули при виконанні службового обов'язку.

## Політика
У 2020 році Роман Путін увійшов в російську політику. У березні Путін оголосив про створення пропрезидентської партії "Люди бізнесу". За його словами, він підтримує політику Президента і хотів би допомогти уряду в його позитивних ініціативах.
Однак партії він не створив. Натомість 21 червня він приєднався до існуючої партії "Народ проти корупції" і був обраний її лідером 5 липня.

## Критика
На думку політолога Олексія Макаркіна, «гучне ім'я <Путіна> використовується для просування бізнесу без жодних гарантій, бо на механізм прийняття рішень у державі далекі родичі президента не впливають».